# میخائیل گلوسکی
میخائیل گلوسکی (روسی: Михаи́л Андре́евич Глу́зский؛ ۲۰ نوامبر ۱۹۱۸ – ۱۵ ژوئن ۲۰۰۱) یک هنرپیشه اهل اتحاد جماهیر شوروی سوسیالیستی بود.
از فیلم‌ها یا برنامه‌های تلویزیونی که وی در آن نقش داشته است می‌توان به آدم‌ربایی، به سبک قفقازی و مینین و پوژارسکی اشاره کرد.
وی همچنین برندهٔ جوایزی همچون جایزه هنرمند مردمی اتحاد جماهیر شوروی و هنرمند مردمی جمهوری شوروی فدراتیو سوسیالیستی روسیه شده است.